# Остерраде
Остерраде (нім. Osterrade) — громада в Німеччині, розташована в землі Шлезвіг-Гольштейн. Входить до складу району Дітмаршен. Складова частина об'єднання громад Міттельдітмаршен.
Площа — 17,09 км2. Населення становить 419 ос. (станом на 31 грудня 2020).